# 中国民主促进会山东省委员会
中国民主促进会山东省委员会，简称民进山东省委、山东民进，是中国民主促进会在山东省的地方组织。